# Fenyvesi Csaba (ügyvéd)
Fenyvesi Csaba (Pécs, 1961. augusztus 29. –) Arany Katedra, Kiváló Ügyvédi Munkáért és PAB Tudományszervezési díjas professzor, a Pécsi Tudományegyetem Állam- és Jogtudományi Karának egyetemi tanára. A büntető eljárásjog és kriminalisztika tudományos kutatója. Nevéhez fűződik több egyetemi büntető eljárásjogi és kriminalisztikai tankönyv, valamint monográfia megalkotása. Publikációnak száma meghaladja a 330-at.

## Életpályája
Általános és középiskolai tanulmányait Bácsalmáson végezte, majd 1980 és 1985 között jogot hallgatott a pécsi Janus Pannonius Tudományegyetemen.
„Summa cum laude” minősítésű diplomával a pécsi rendőrségen kezdett dolgozni 1985. március 1-jétől bűnügyi vizsgálóként, később bűnügyi értékelő-elemzőként, majd 1990-től bűnmegelőzési osztályvezetőként a Baranya Megyei Rendőr-főkapitányságon.
1991-ben jeles bizonyítványt szerzett a Rendőrtiszti Főiskola átképző tagozatán, jót a jogi szakvizsgán, míg 1992-ben a JPTE Közgazdaságtudományi Karán szintén jeles minősítésű szakoklevelet.
1991-től a JPTE Büntető Eljárásjogi Tanszéken óraadóként oktatott kriminalisztikát, illetve büntető eljárásjogot. 1993 áprilisától ugyanitt már főállású tanársegédként tette ezt.
1994-ben védte meg első tudományos egyetemi doktori (dr. univ.) értekezését, ami közgazdaságtani, azon belül marketing témájú. Az értekezés egyben alapul szolgált a még ugyanabban az évben megjelent „Rendőrség és marketing” című monográfiájának is. Ugyanezen év július 1-jén adjunktussá nevezték ki.
Oktatói-kutatói-doktorandusz irányítói tevékenységével párhuzamosan, 1993-tól (védő)ügyvédi praxist is folytat büntető ügyekben.
2001-ben az állam- és jogtudományok körében „summa cum laude” minősítésű PhD tudományos fokozatot szerzett, 2002-ben pedig docensi kinevezést kapott.
2003-2005 között Academy of European Law és a Council of Bars and Law Societies of the European Union (CCBE, az Ügyvédek és Jogi Társaságok Európai Szövetségének Tanácsa) által szervezett képzésen Trierben a hágai Nemzetközi Büntetőbíróságon való védőügyvédi joggyakorlásra szóló képesítést szerzett.
2008-ban a büntető eljárásjogi és kriminalisztika aspektusú szembesítés intézményét dolgozta fel és a témából „summa cum laude” minősítéssel habilitált.
A Köztársasági Elnök 2019. szeptember 1-jétől nevezte ki professzorrá.

## Munkássága
A rendőrségen bűnügyi vizsgálóként, értékelő elemzőként, végül a főkapitányság osztályvezetőként a rendőrség baranyai bűnmegelőzési, vagyonvédelmi, ifjúságvédelmi szervezetét és munkáját irányította. A rendőrségen belül oktatói tevékenységet is folytatott, emellett szervezte a biztonsági őrök szaktanfolyami felkészítését, melynek körében az első magyar jegyzetet szerkesztette „Biztonsági őr alapismeretek” címmel. Mint a főkapitányság első – még nem függetlenített – jogtanácsosaként is tevékenykedett 1990-1992 között.
1991-től a pécsi jogi karon kriminalisztikát, illetve büntető eljárásjogot oktat magyarul és angolul.
2014-ben publikálta a kriminalisztika elméleti fő művét, „A kriminalisztika tendenciái” c. monográfiát.
2016-tól rendszeres lektora kriminalisztikai és büntető eljárásjogi monográfiáknak, egyetemi tankönyveknek, jegyzeteknek.
Rendszeres konferencia résztvevő (1986 óta kb. 70 hazai és nemzetközi konferencián vett részt), szervező és szekcióvezető volt mind Magyarországon, mind külföldön. Emellett több alkalommal kérték fel opponensnek, bizottsági tagnak PhD tudományos fokozat szerzési eljárásokban, szigorlati bizottsági tagnak, illetve munkahelyi vita elnökének. 
Jog- és kriminalisztika tudományi hazai és külföldi előadásainak száma százat meghaladó.

## Díjai, elismerései
- Közbiztonsági Érem ezüst fokozat – 1987
- Arany Katedra díj – 2010
- PAB Tudományszervezési díj – 2014
- Kiváló Ügyvédi Munkáért díj – 2014
- Magyar Érdemrend Lovagkereszt - 2022
- Mestertanár Aranyérem az Országos Tudományos Diákköri Tanács a magyar felsőoktatás műhelyeiben folyó diáktudományos tevékenységet támogató, színvonalas és eredményes munkájáért a 36. Országos Tudományos Diákköri Konferencia alkalmából 2023. november 24-én Budapesten, a Zeneakadémia nagytermében átadva; aláírók: Weiszburg Tamás az Országos Tudományos Diákköri Tanács elnöke, Freund Tamás a Magyar Tudományos Akadémia elnöke, Csák János kulturális és innovációs miniszter.

## Főbb publikációi
Monográfiák, tankönyvek és esszékötetek:
1. Rendőrség és marketing Carbocomp, Pécs, 1994. 141 o.
2. A védőügyvéd. (A védő büntetőeljárási szerepéről és jogállásáról)  Dialóg-Campus, Bp-Pécs, 2002. 493 o.
3. A szembesítés. Szemtől szembe a bűnügyekben. (monográfia) Dialóg Campus Kiadó, Budapest-Pécs, 2008. 319 o.
4. A kriminalisztika tendenciái. A bűnügyi nyomozás múltja, jelene, jövője. Dialóg Campus Kiadó, Budapest-Pécs, 2014. 304 o. (+ 2. kiadás: Dialóg Campus Kiadó, Nemzeti Közszolgálati Egyetem kiadványaként, Budapest, 2017. 304 o.)
5. Kriminalisztika tankönyv és atlasz (Társszerző: Tremmel Flórián) Dialóg Campus Kiadó 1998. 432 o.
6. Új magyar büntetőeljárás. (Társszerzők: Tremmel Flórián-Herke Csongor) Dialóg-Campus Kiadó, Budapest-Pécs, 2004. 688 o.
7. Kriminalisztika Tankönyv és Atlasz. (Társszerzők: Tremmel Flórián-Herke Csongor) Dialóg-Campus Kiadó, Budapest-Pécs, 2005. 599 o.
8. A büntető eljárásjog elmélete. (Társszerzők: Herke Csongor-Tremmel Flórián) Dialóg Campus Kiadó, Budapest-Pécs, 2012. 382 o.
9. A világ különleges országai, szigetei. Kódex Kiadó, Pécs, 2015 388 o.
10. Algériától Új-Zélandig. A világ különleges országai, szigetei, városai. Kódex Kiadó, Pécs, 2018. 499 o.
11. Bahamáktól Vatikánig. (Bhutánon, Húsvét-szigeten, Szudánon át) Kódex Kiadó, Pécs, 2020. 285 oldal
12. Jogi humor – újratöltve. Kódex Nyomda Kft. Pécs, 2017. 261 o.
13. Jogi humorzsák 2022
14. Kriminalisztika 2022 (Szerkesztőtársak: Herke-Tremmel)
15. Felismerési kísérlet a bűnügyekben. Ludovika Egyetemi Kiadó, Budapest, 2023. (nov. 24.)  256 oldal